# Oecomys mamorae
Oecomys mamorae és una espècie de mamífer rosegador del gènere Oecomys. Viu a Bolívia, el Brasil i el Paraguai. Es tracta d'un animal nocturn, arborícola i solitari que s'alimenta de fruita i llavors verdes. Els seus hàbitats naturals són les selves madures i secundàries, els boscos secs, les sabanes, els matollars, els jardins i les plantacions. És una espècie en risc mínim, és a dir, no sembla que hi hagi cap amenaça significativa per a la seva supervivència.